# Sam Harris
 Der er for få eller ingen kildehenvisninger i denne artikel, hvilket er et problem. Du kan hjælpe ved at angive troværdige kilder til de påstande, som fremføres i artiklen.

Sam Harris (født 9. april 1967) er amerikansk faglitterær forfatter. Han har en bachelorgrad i filosofi fra Stanford University og en doktorgrad i neurovidenskab fra UCLA. Han er også medstifter af Project Reason.
Han slog sit navn fast med bestselleren The End of Faith (2004), for hvilken han i 2005 modtog PEN/Martha Albrand Award (udkommet på dansk med titlen Troens Fallit). Derudover har han skrevet Letter to a Christian Nation (2006) (på dansk som Brev til en kristen nation) som svar på den massive kritik – især fra religiøs hold – som hans første bog afstedkom.
Harris argumenterer grundlæggende for, at religion – som han anser for ofte at være i modstrid med almindelig fornuft og "ét af de mest perverse misbrug af menneskelig intelligens nogensinde" – udgør en stigende trussel mod vores civilisation. Som konkrete eksempler peger han på truslen fra islamisk terrorisme og den stigende tendens til dødskult-dyrkelse inden for dele af islam, samt faren ved sammenkædningen af kristen tro og politik, som nok især er udtalt i USA men under alle omstændigheder har globale konsekvenser. Han opfordrer derfor til en åben og ærlig diskussion af religion uden hensyntagen til de tabuer og krav om "respekt", som i realiteten blot tjener til at immunisere holdninger baseret på religiøs tro mod kritik og udfordring.
Hans kritik af religion rettes ikke kun mod fundamentalisme men også mod moderat teisme. Ifølge Harris er moderate troende nemlig med deres krav om respekt for religion dels med til at "beskytte" fundamentalister, og dels er deres moderate tro simpelthen dårlig teologi, idet fundamentalisterne på en måde "har ret" i deres holdninger. Eksempelvis ønsker Gud jo netop – ifølge de såkaldt hellige skrifter – at homoseksuelle skal slås ihjel. Derudover peger han på det problematiske i, at moderate troende simpelthen ikke ved, hvad det vil sige virkelig at tro og derfor ikke forstår, hvordan fundamentalister tænker og handler. Konsekvensen heraf er ofte, ifølge Harris, at man overser eller bagatelliserer de religiøse motiver bag eksempelvis selvmordsbombninger og i stedet – fejlagtigt – tilskriver gerningsmændene allehånde ikke-religiøse motiver (sociale, økonomiske, politiske, etc.). Hertil påpeger han, at mange selvmordsbombere ikke kommer fra specielt fattige og underpriviligerede hjem men typisk fra helt almindelige muslimske familier, og at flykaprerne bag terrorangrebet den 11. september 2001 var ganske veluddannede og levede i både økonomisk og politisk forstand komfortable liv.
Med sit skarpe opgør med religion lægger Sam Harris sig på linje med andre prominente ateister som bl.a. Christopher Hitchens, Richard Dawkins og Daniel Dennett. Dette firkløver betegnes undertiden The Four Horsemen med (ironisk) henvisning til Apokalypsens fire ryttere.
I 2010 udgav han bogen The Moral Landscape hvori han argumenterer for, at videnskaben kan besvare moralske spørgsmål, hvis man antager at målet med moral er bevidste væseners, især menneskers, lykke og velvære.
De senere år er Harris blevet en ivrig fortaler for en ateistisk spiritualitet. Det blev markeret med hans bog Waking Up: A Guide to Spirituality Without Religion fra 2014.